# Fagus sylvatica
Il faggio (Fagus sylvatica L., 1753), detto anche faggio comune, faggio selvatico o faggio occidentale, è un albero appartenente alla famiglia Fagacee.

## Etimologia
L'epiteto specifico (latino sylvātica, da sylvāticus, "selvatico", variante di silvāticus per accostamento paretimologico al greco ὕλη hýlē, "foresta") venne assegnato da Linneo in contrapposizione al Fagus castanea, nome con cui il naturalista svedese indicava il castagno.

## Descrizione

### Portamento
La specie è caducifoglia e latifoglia, con crescita molto lenta e molto longeva, arrivando a essere plurisecolare. È un albero di grandi dimensioni i 30–40 m di altezza, con fusto diritto poco rastremato e presenta una corteccia liscia e sottile di color grigio-cenerina, con striature orizzontali e spesso con macchie biancastre per presenza di licheni. Ha un legno molto duro e compatto. 
Per la sua corteccia liscia e ben levigata il faggio è stato associato alla scrittura. I libri con pagine di pergamena erano protetti da tavolette di faggio e il legno ricavato da questo albero fu utilizzato per la realizzazione di scrittoi, soprattutto in età medievale. Nella lingua tedesca la parola che indica il faggio Buche è richiamata nella parola libro Buch e in Buchstaben, parola che si riferisce alle lettere dell'alfabeto.

### Foglie
Presenta fogliame denso e foglie ovali, più chiare nella pagina inferiore. Le foglie sono brevemente picciolate (1–2 cm) e sono disposte sul ramo in modo alterno (non-opposte), lucide su entrambe le facce, con margine intero ondulato, ciliato da giovani. In autunno assumono una caratteristica colorazione che va dal giallo all'arancio o rosso-bruna. Ha una chioma massiccia, molto ramificata e con fitto fogliame, facilmente riconoscibile a distanza perché molto arrotondata e larga, con rami della porzione apicale eretti verticali.

### Fiori
È una pianta monoica che produce fiori maschili e femminili sulla stessa pianta ma in posizioni diverse. I fiori maschili sono riuniti in amenti tondi e penduli, lungamente picciolati; quelli femminili sono accoppiati in un involucro detto cupola e hanno ovario triloculare. La fioritura avviene generalmente nel mese di maggio.

### Frutti
I frutti, chiamati faggiole, sono grosse noci, trigoni, rossicci, contenuti in cupole deiscenti per 4 valve, dai quali si ricavava un olio che è un surrogato di quello d'oliva. Inoltre, le faggiole tostate e macinate sono un surrogato del caffè. La germinazione avviene in aprile, dopo un periodo di riposo di almeno 6 mesi.

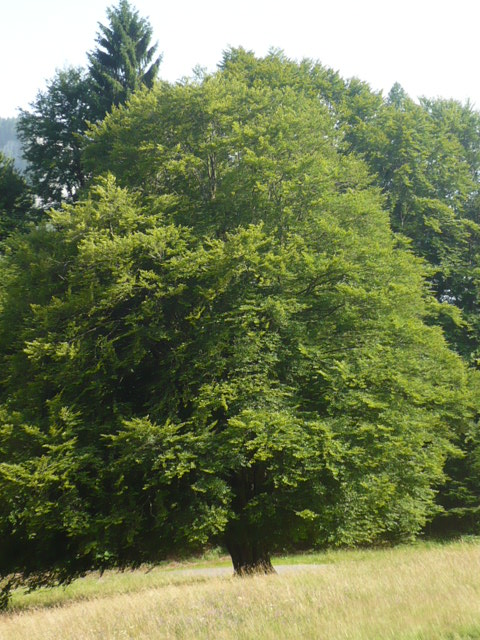
Un esemplare di Fagus sylvatica al massimo dello sviluppo
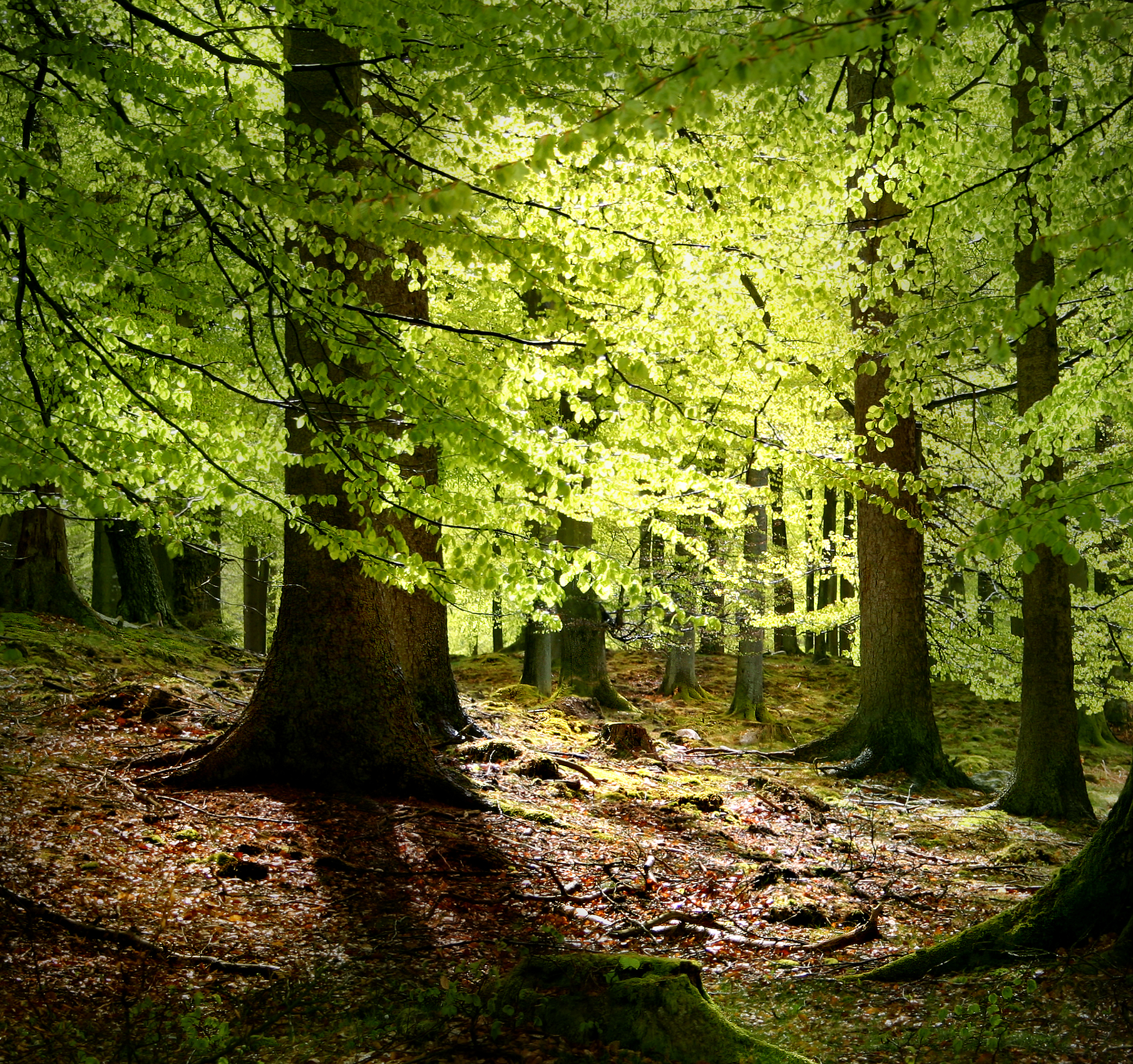
Fusto
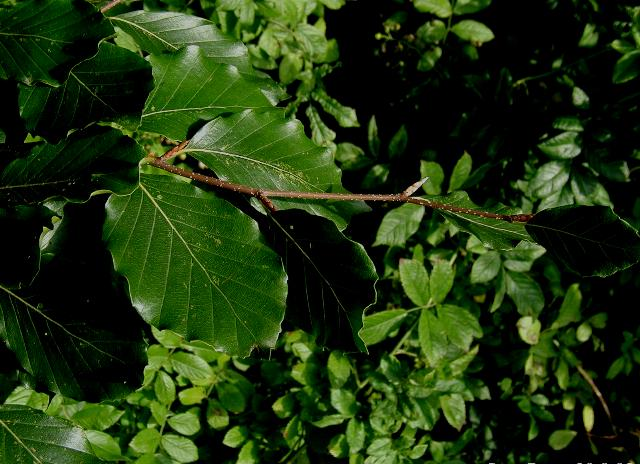
Foglie
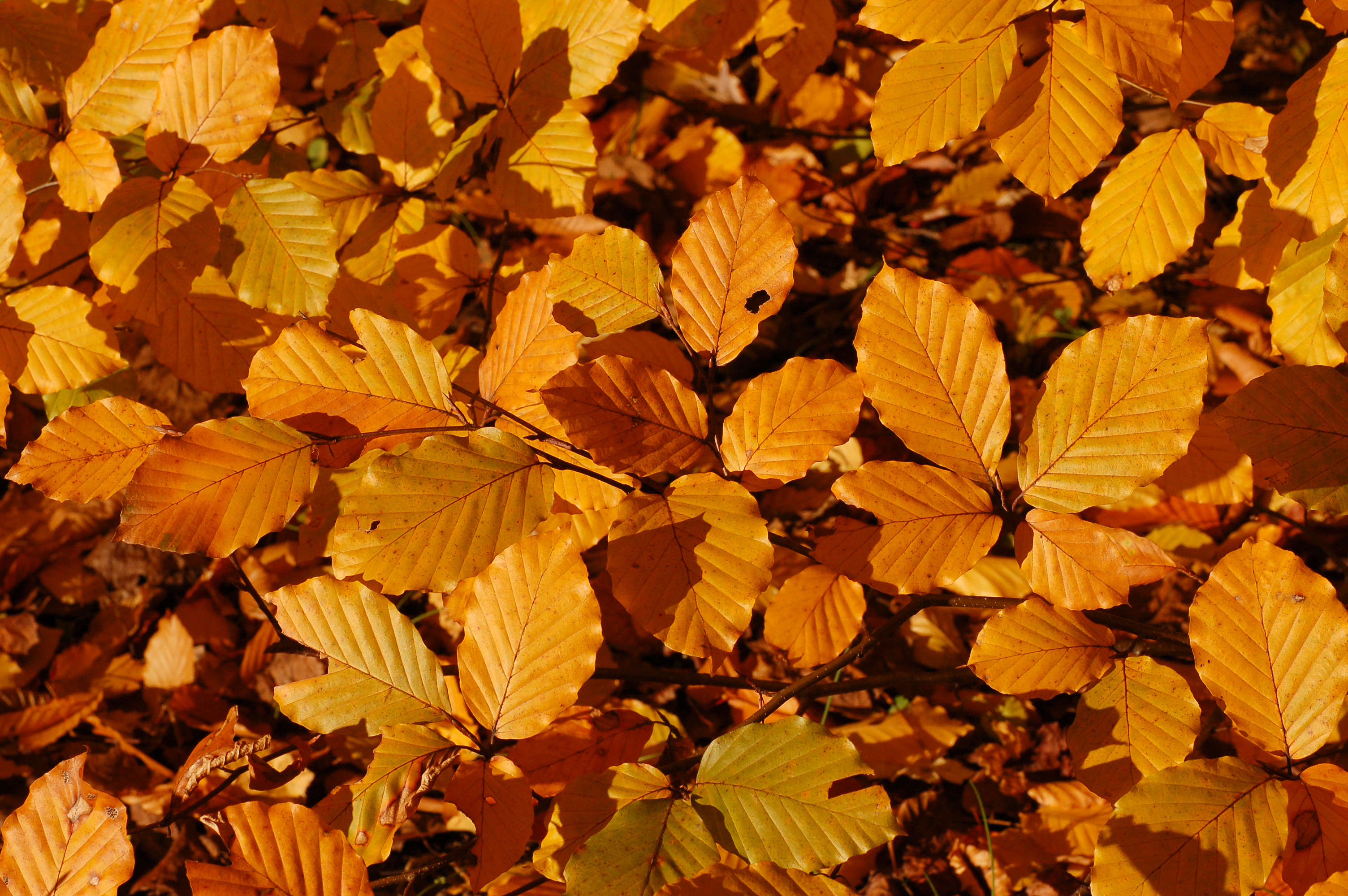
Foglie (aspetto autunnale)
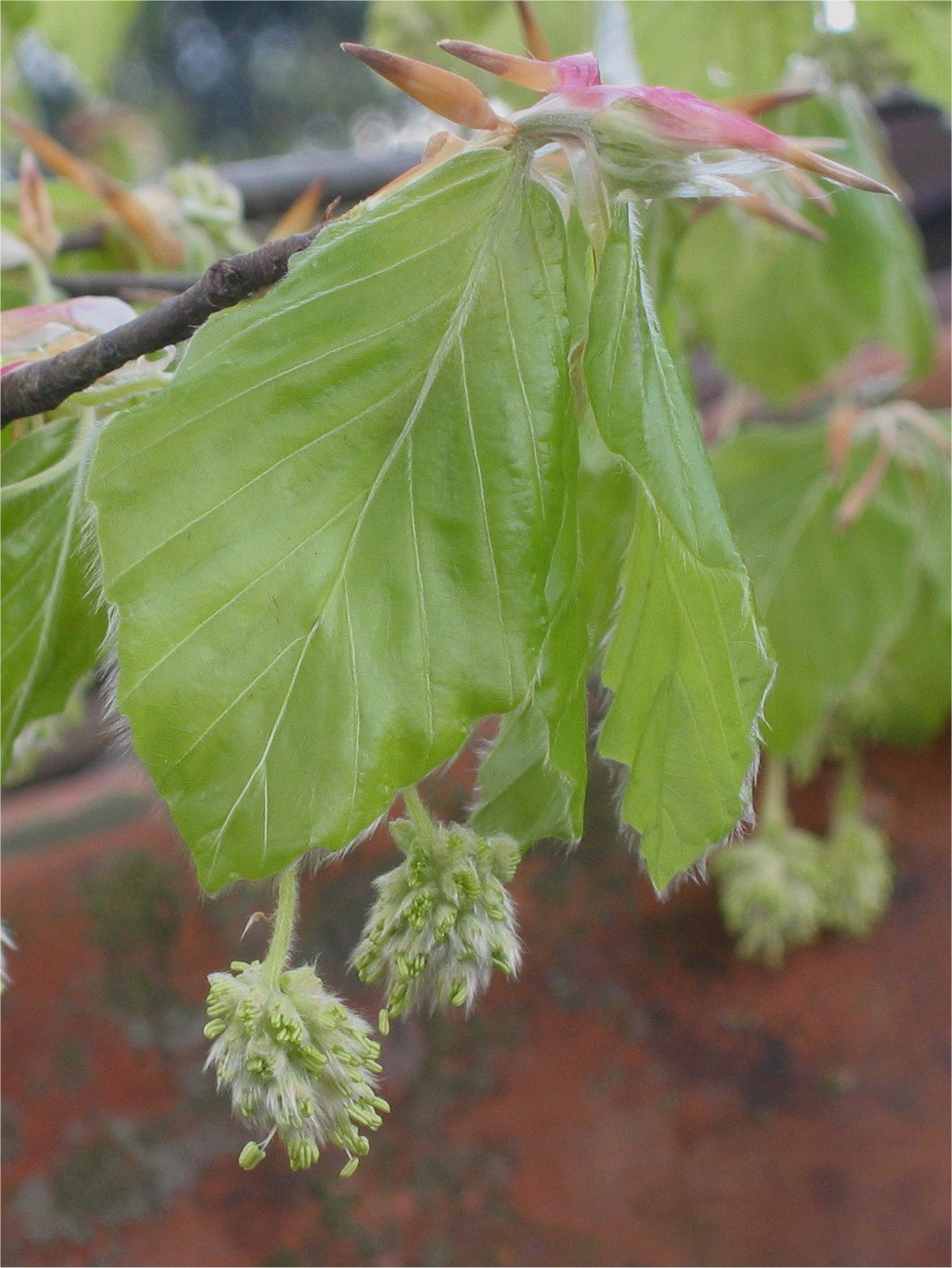
Infiorescenze
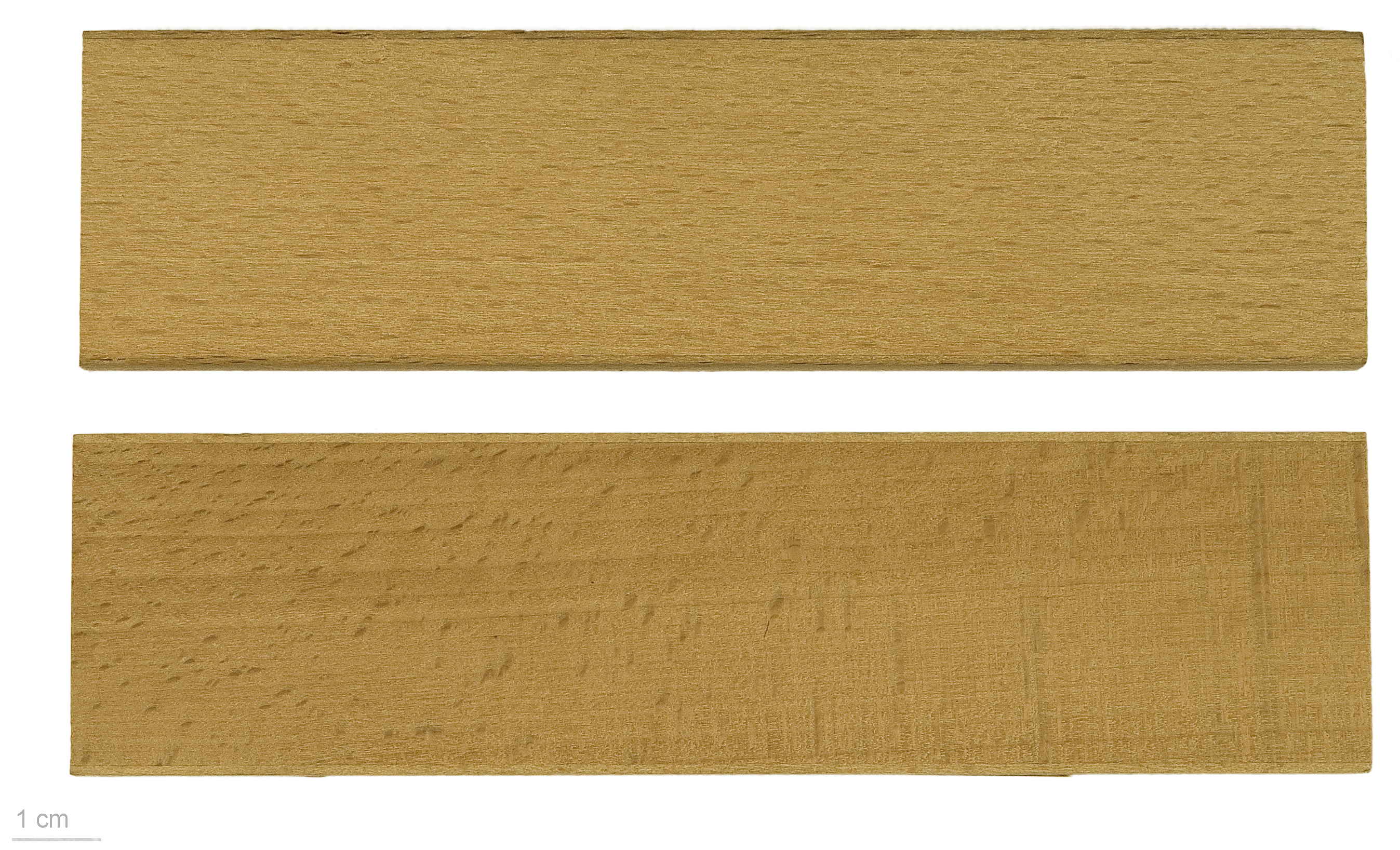
Fagus sylvatica - Museum specimen
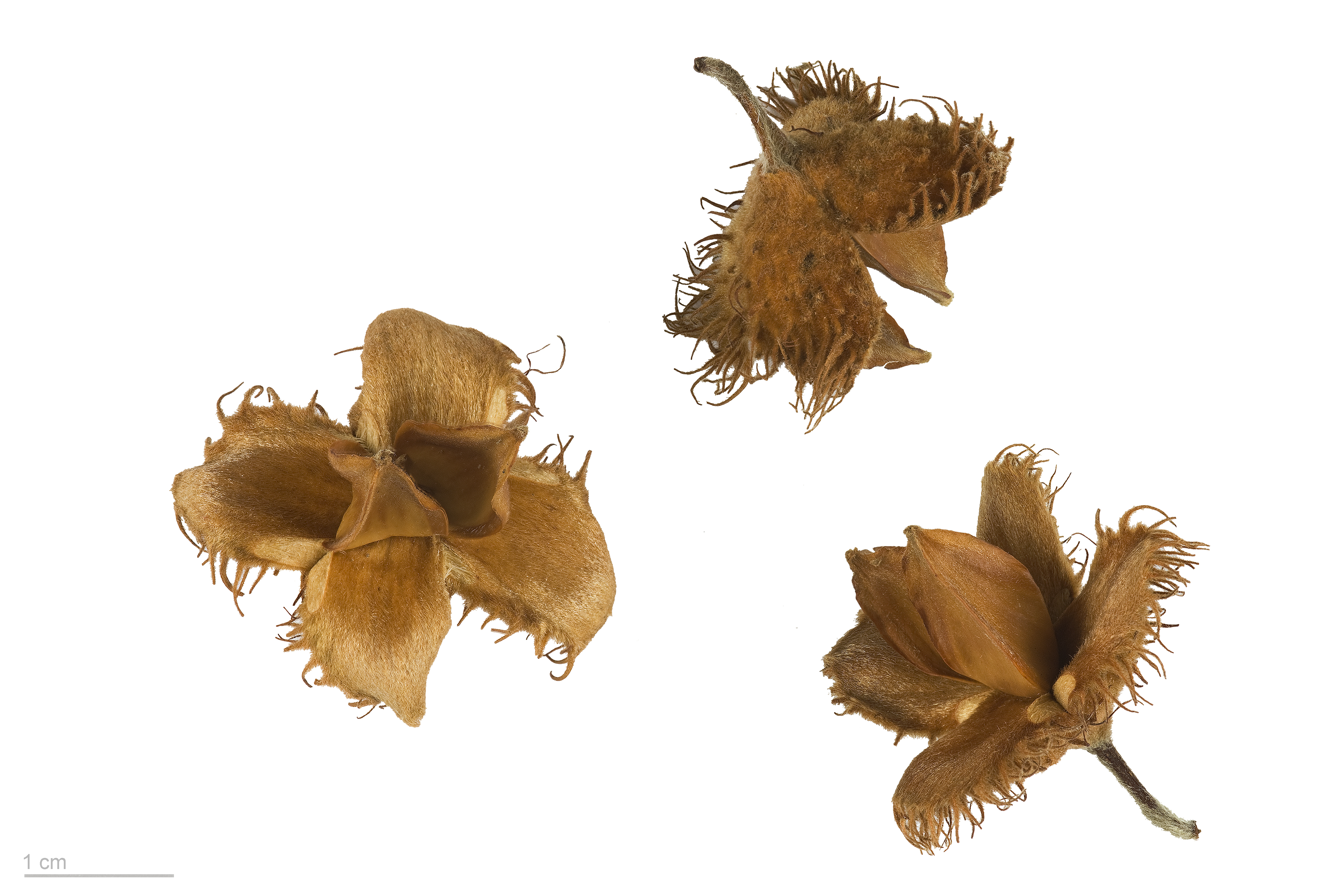
Fagus sylvatica - Museum specimen

## Distribuzione e habitat
L'areale naturale di distribuzione della specie va dalla Svezia meridionale (con popolazioni più rade in Norvegia) a nord fino all'Italia meridionale, alla Sicilia e alla Penisola iberica a sud, mentre a est si estende fino alla Turchia nord-occidentale dove si sovrappone con quello del Fagus orientalis.

### In Italia
In Italia il genere è rappresentato dall'unica specie Fagus sylvatica L. diffusa sulle Alpi e sugli Appennini, sui Nebrodi, sulle Madonie e sull'Etna, dove forma boschi puri (faggete) o misti (di solito con Abies alba Mill. o Picea abies Karst.), nelle stazioni oltre almeno gli 800-900 m sia sulle Alpi che sugli Appennini (le popolazioni di più bassa quota sono localizzate in entrambi i settori).
È invece assente allo stato naturale in Sardegna, regione in cui è stato introdotto per scopi silvicolturali e in cui la vegetazione climatica dell'orizzonte montano (1.200–1.800 m) è rappresentata da consorzi di agrifoglio e taxus.
Sui rilievi appenninici il faggio rappresenta la specie arborea maggiormente diffusa, nell'orizzonte montano (900–1.000 m), formando spesso boschi puri e raggiungendo il limite superiore della vegetazione arborea (1.700 m lungo la dorsale ligure e tosco-emiliana, fino a 2.000 m sul Pollino e sui rilievi della Lucania).
Per quanto riguarda le Alpi, l'optimum per il faggio si ritrova nella fascia montana del distretto esalpico, dove forma estesi popolamenti puri. A quote superiori o inferiori, i popolamenti subiscono l'ingresso di altre specie, rispettivamente più resistenti alle gelate (come l'abete) e più resistenti alla mancanza d'acqua (come il carpino nero).
Le regioni italiane con maggiore presenza di faggete sono: 
1) l'Abruzzo (122.405 ha);
2) il Piemonte (115.500 ha);
3) l'Emilia-Romagna (100.862 ha).
Rispetto a queste tre regioni, la quantità di copertura boschiva a faggio decresce rapidamente per i restanti territori regionali. 
N.B.: I dati riportati tra parentesi si riferiscono al censimento dell’anno 2005. 
Localmente, quando le condizioni climatiche lo consentono, il faggio lo si può trovare molto più in basso: sul Gargano, nei pressi della Foresta Umbra, e precisamente nel comune di Ischitella sono presenti faggete depresse a 300 metri s.l.m..
Particolarissima la faggeta relitta della valle del Carfalo, presso Montaione, dove si trovano esemplari a un'altezza che scende fino a 180 m s.l.m..
Le aree d'Italia dove il faggio si trova alle quote più basse sono quelle della Riserva Naturale Contrafforte Pliocenico nei pressi di Bologna, in Emilia-Romagna, dove i faggi arrivano fino a un'altitudine di 155 metri s.l.m., e di Rocchetta Tanaro (AT), in Piemonte, dove scendono fino a 110 mt s.l.m..
Il faggio è tra le specie forestali più presenti nei boschi italiani, con un'area complessiva, tra fustaie e cedui, che nel 2005, al Secondo inventario forestale nazionale, risultava di oltre un milione di ettari.
Tra le faggete più celebri c'è quella di Monte Cimino nel comune di Soriano nel Cimino, e quella del "Gran bosco da Reme" del Cansiglio, uno dei primi esempi di gestione del bosco, utilizzato per fare remi dalla Serenissima Repubblica di Venezia almeno dal 1548.
Altre faggete si trovano nel Parco delle Foreste Casentinesi e degna di nota è la faggeta della Foresta demaniale della Barbottina, tra il Colle del Melogno e Bardineto in Liguria, attraversata dall'Alta Via dei Monti Liguri, annoverata tra le faggete più belle d'Italia.

#### Antiche faggete patrimonio UNESCO
In Italia sono presenti diverse antiche faggete considerate dal 2012 patrimonio dell'umanità dall'UNESCO. Le faggete sono distribuite tra l'Emilia-Romagna e la Basilicata: la foresta di Cozzo Ferriero nel Parco nazionale del Pollino, la foresta umbra nel Parco nazionale del Gargano, la foresta vetusta di Monte Cimino in Provincia di Viterbo, la foresta di Monte Raschio all'interno del Parco naturale regionale di Bracciano-Martignano, le faggete di Valle del Cervaro, Selva Moricento, Coppo del Morto, Coppo del Principe e Val Fondillo nel Parco nazionale d'Abruzzo, Lazio e Molise e la Riserva naturale Sasso Fratino nel Parco nazionale delle Foreste Casentinesi, Monte Falterona e Campigna.
Le faggete italiane si uniscono alle faggete dei Carpazi, riconosciute come patrimonio dell'umanità nel 2007.

In questo contesto la specificità delle faggete italiane riguarda la presenza dei faggi più antichi (400-500 anni), rispetto alle faggete distribuite sul territorio europeo un'estensione più contenuta; i faggi del territorio nazionale sono tra i più alti d'Europa (45-50m), interessante inoltre la maggior biodiversità arborea presente che distingue le faggete italiane dalle faggete conservate nel resto dei territori europei.

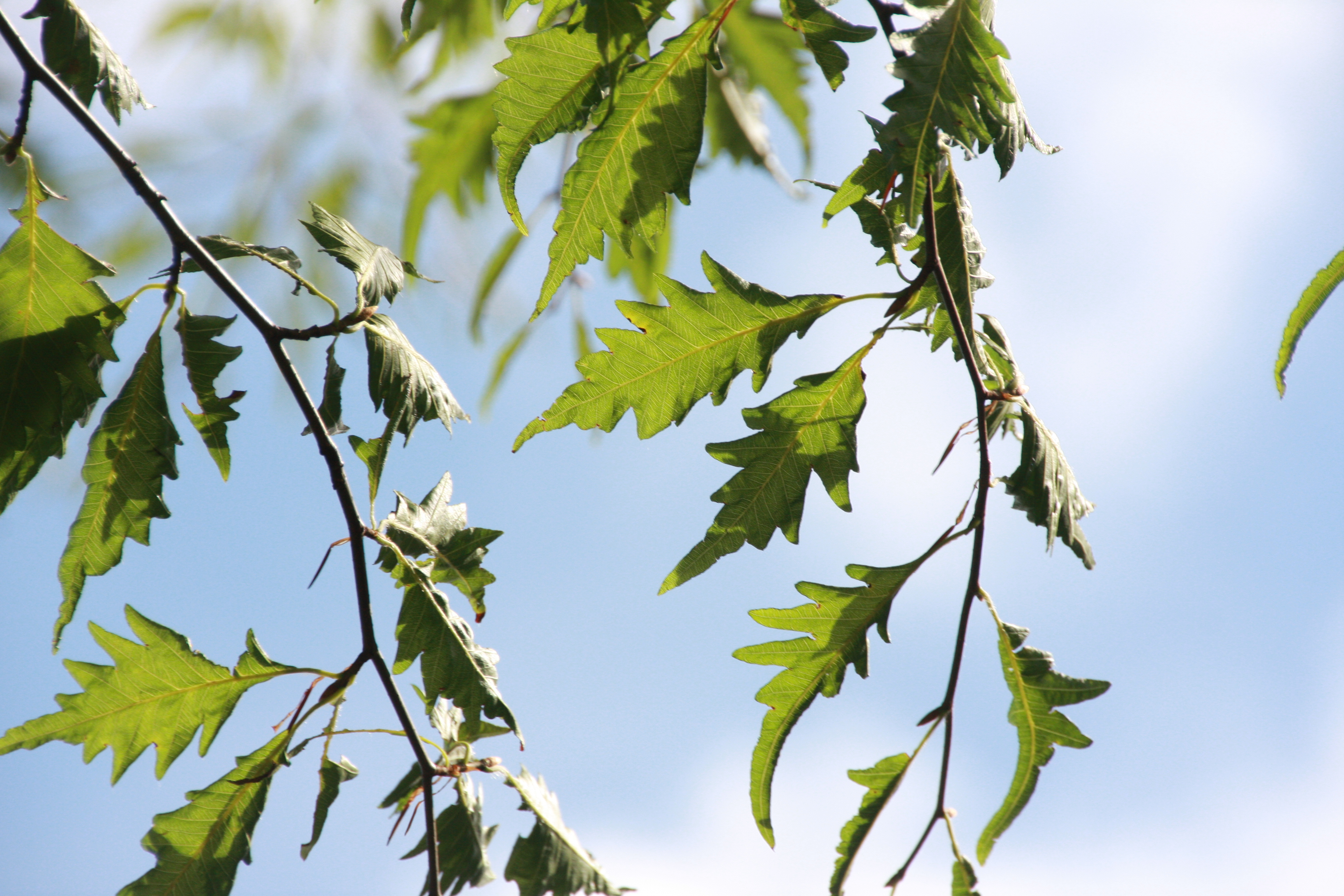
Foglie di un Fagus sylvatica asplenifolia

## Utilizzo

### Proprietà medicinali
- Il decotto di giovani radici raccolte in primavera o in autunno è anticonvulsivo.
- Il decotto di corteccia raccolta preferibilmente in primavera spezzettata ed essiccata ha proprietà febbrifughe e astringenti.
- Per distillazione del legno si ottiene il creosoto, liquido oleoso con odore acuto di fumo e sapore fortemente aromatico, che viene utilizzato come disinfettante ed espettorante.
- Il faggio è uno dei 38 fiori di Bach, delle essenze floreali. Ne viene consigliato l'uso per placare la collera, l'intransigenza e disturbi quali la tosse grassa, il mal di testa e altri dolori.[12]

### Cucina
Le faggiole sono commestibili e sono usate in alcune ricette tradizionali. Se ne può anche ricavare un olio per pressatura.

### Legname
Il faggio viene coltivato in boschi cedui per la produzione di legna da ardere; tuttavia, negli ultimi anni si è avuta una conversione da ceduo a fustaia per soddisfare l'interesse commerciale. Nelle coltivazioni a fustaia si effettuano tagli ogni 90–100 anni, dai quali si ricavano 400-500 metri cubi di legname a taglio.
Il legno del faggio, tra i più pesanti, è duro e compatto e viene impiegato nella costruzione di mobili, giocattoli, utensili da cucina ed è adatto alla tornitura. Grazie alla sua compattezza viene inoltre apprezzato nella costruzione di sedie, mazzuoli, pavimenti e ripiani di banchi da lavoro.
Tra le varietà ornamentali più note ricordiamo il Fagus sylvatica var. purpurea Ait. con foglie rosso-vinoso, e il Fagus sylvatica var. pendula dal portamento maestoso, dai lunghi rami ricadenti, con foglie dai riflessi iridiscenti, rosso-brillante o macchiettati di bianco e marginate di rosso. Una varietà meno comune è invece quella del Fagus sylvatica asplenifolia le cui foglie sono contraddistinte da una lobatura marcatamente sinuata.

## Metodi di coltivazione
Il faggio è una specie che vive in ambienti con abbondanti precipitazioni ed elevata umidità, ma allo stesso tempo è sfavorito dal ristagno d'acqua nel terreno, dal freddo intenso e dalla siccità prolungata. Non ama le depressioni profonde o oscure delle valli, ma neppure le sommità asciutte. È favorito in quella parte di montagna in cui si addensano le nubi e le nebbie. In presenza di suoli non molto acidi e humus fertile cresce bene sia su rocce carbonatiche che silicee, in condizioni difficili predilige invece un substrato carbonatico-dolomitico.
Le cultivar pregiate si moltiplicano a marzo per innesto a spacco o a giugno per innesto a occhio o per approssimazione.

## Sostenibilità
La sostenibilità delle faggete è garantita da un equilibrio tra l'utilizzo delle risorse forestali e la conservazione dell'habitat e della biodiversità. Il faggio è una materia prima rinnovabile all'interno di un habitat ottimale. Il progetto FAGUS che fa parte del programma LIFEdefinisce l'habitat ideale per la conservazione delle faggete. L'antropizzazione delle foreste può essere bilanciata dal mantenimento nel tempo della biodiversità e della eterogeneità della struttura. L'habitat delle faggete appenniniche in uno stato ottimale comprende tasso, agrifoglio e abete bianco. Questa composizione è oggi rara e predominano strutture omogenee, sono poco presenti specie arboree diverse dal faggio. La Regione Piemonte, seconda dopo l'Abruzzo per estensione di faggete appenniniche, nel 2012 ha definito un piano di sostenibilità applicabile al territorio. Lo studio delle faggete e delle loro caratteristiche ha stabilito progetti di intervento diversificati per la conservazione di specifici habitat. Vi sono tre modi di coltivare le faggete: a bosco ceduo, ovvero tagliando i faggi per consentire il rinnovamento dell'habitat con la riproduzione tramite polloni; a fustaia, lasciando crescere gli alberi fino all'altezza massima. La coltivazione adottata dipende dalla specificità della faggeta e dall'utilizzo del legname. Si considera per esempio la coltivazione a fustaia per la lavorazione del legno. La coltivazione a fustaia in Piemonte è poco diffusa mentre in Calabria, Campania e Abruzzo è maggiormente praticata. La coltivazione a bosco ceduo consente di ottenere legna per la combustione.
Dal 1994 la FSC (Forest Stewardship Council) si occupa di una gestione sostenibile delle foreste che offrono materie prime al sistema produttivo. Nel 2001 nasce FSC italiano che monitora e certifica l'utilizzo delle foreste del territorio nazionale garantendo la sostenibilità della filiera legno-carta per proteggere e mantenere le condizioni ottimali degli specifici habitat.

## In letteratura
Il faggio compare negli Idilli di Teocrito (Libro XII).
Nelle Bucoliche di Publio Virgilio Marone il faggio ricorre in diverse ecloghe con la sua maestosa presenza.
(Publio Virgilio Marone, Bucoliche, Ecloga I)
(Publio Virgilio Marone, Bucoliche, Ecloga II)
(Publio Virgilio Marone, Bucoliche, Ecloga III)
Nella Ecloga V Mopso prova a recitare i versi che poco prima ha inciso sulla corteccia liscia del faggio: 
(Publio Virgilio Marone, Bucoliche, Ecloga V)
Un riferimento alla longevità del faggio si trova, oltre che nell'Ecloga III, anche nell'Ecloga IX: 
(Publio Virgilio Marone, Bucoliche, Ecloga IX)
Plinio il Vecchio, nella Naturalis historia (77 d.C.), offre una descrizione del faggio, in particolare nel XVI libro.
Il faggio ritorna nel bosco attraversato da Angelica, nell'Orlando Furioso I XXXIII-XXXIV: 
(Ludovico Ariosto, Orlando Furioso, Libro I XXXIII-XXXIV)
Ritroviamo il faggio nel canto XXXV dell'Imitazione di Giacomo Leopardi, opera considerata massima espressione del pessimismo cosmico:
Povera foglia frale, Dove vai tu? - Dal faggio Là dov'io nacqui, mi divise il vento.»
(Giacomo Leopardi, Imitazione, Canto XXXV)
Evocativi scheletri di faggi campeggiano nel paesaggio della poesia Nella Nebbia di Giovanni Pascoli
(Giovanni Pascoli, Nella Nebbia)
Nell'Alboreto selvatico Mario Rigoni Stern racconta e descrive il faggio in un contesto che possiede un grande valore autobiografico e letterario.